# I Am Ghost
I Am Ghost fue una banda de rock formada en California en el 2004, separándose en julio de 2010. La banda lanzó dos álbumes de estudio por Epitaph Records. 
I Am Ghost desempeñó post-hardcore, junto a influencias de metalcore, emo, horror punk y rock gótico.

## Historia

### Inicios (2004-2006)
En el 2004, el cantante y artista gráfico Steven Juliano contactó a personas para formar una banda por MySpace. Juliano formó la banda con los guitarristas Timoteo Rosales III y Gabe Iraheta, la violinista Kerith Telestai y su esposo, el bajista Brian Telestai, y el baterista Victor Ángel Camarena. Este dejó la banda por diferencias con Juliano. Él fue reemplazado por Ryan Seaman, actual baterista de Falling in Reverse.
La banda grabó el EP We Are Always Searching, lanzado con Epitaph Records en el 2005.

### Lovers' Requiem(2006-2007)
En Vancouver, la banda grabó su primer álbum de estudio, con el productor Michael Baskette. Su primer álbum, Lovers' Requiem fue lanzado el 10 de octubre del 2006. Se posicionó en el puesto #39 en el US Indie y el US Heat respectivamente.
I Am Ghost estuvo de gira en el Take Action Tour del 2006. En el Biffy Clyro, TheAUDITION y The Bronx en el Kerrang! Tour 2007. El Epitaph Tour 2007 con Escape the Fate, The Matches y The Higher. Además de las versiones del 2006 y 2007 del Warped Tour.

### Partida de los Telestai (2007)
La violinista Kerith Telestai anunció el 29 de junio del 2007 que dejaba I Am Ghost. Unos pocos días después de esto, su esposo, Brian Telestai, anunció que dejaba la banda, después de estar de gira con Aiden.
Juliano anunció que los Telestais dejaron la banda, por la dirección de este. Los demás miembros aclararon que los Telestais eran devotos cristianos, y que Steve usó la palabra "fuck" en el escenario.
Durante el Warped Tour 2007, el bajista/vocalista Ron Ficarro fue invitado en reemplazo Brian Telestai. La posición de Kerith ya no fue necesaria en los conciertos próximos, y para una nueva grabación, la banda contrató miembros de apoyo.

### Those We Leave Behinde hiato (2008-2010)
En junio y julio del 2008, la banda entró a estudio en Baltimore para grabar un nuevo álbum, con el productor Paul Leavitt. El 12 de agosto, la banda lanzó la canción Bone Garden en MySpace.
Su segundo álbum de estudio, Those We Leave Behind fue lanzado el 7 de octubre de 2008. El álbum se posicionó en el puesto #12 en el US Heat, el #7 en el US Heat Mountain y el #9 en el US Heat Pacific. El video de Saddest Story Never Told fue lanzado en el 2009.
La banda estuvo de gira por Europa y los Estados Unidos, en promoción de su nuevo lanzamiento. Además de ir a Toronto, Canadá, donde la banda The Birthday Massacre estuvo como telonera.
El 17 de julio, Juliano anunció el quiebre de la banda. Acordado por él, la banda tuvo que madurar y tomar nuevos caminos.
En septiembre de 2010, Juliano formó una nueva banda, "Requiem for the Dead". Su primer álbum fue lanzado el 2 de septiembre del 2011, llamado Always and Forever.
En abril del 2011, Tim Rosales (guitarra) formó una banda llamada "The Ghost Digital"; en mayo se unió a un grupo de hip-hop latino llamado "Llaves De La Calle"; en junio, se unió a una banda de goth-pop llamada "Chamber of Echoes"; en septiembre de unió a la banda de metal "September Mourning". Además de una carrera solista, lanzando un álbum en diciembre. Paralelamente, en abril del 2011 formó una compañía de ropa llamada "Vatican Clothing".
En diciembre del 2011, el exbaterista Victor Ángel Camarena se unió a una banda de metal y djent llamada "Emissary".
El 15 de enero del 2012, Ron Ficarro (bajo) se unió a Falling in Reverse, en reemplazo temporal de Mika Horiuchi. En el mismo mes, Ficarro se unió de forma oficial.

## Miembros
| - Steven Juliano — voces, teclados (2004-2010) - Tim Rosales III — guitarra principal (2004-2010) - Chad Kulengosky — guitarra rítmica, coros (2007-2010) - Justin McCarthy — batería (2006-2010) - Ron Ficarro — bajo, coros (2007-2010) | - Brian Telestai — bajo, teclados, coros (2004-2007) - Kerith Telestai — voces, violín (2004-2007) - Victor Ángel Camarena — batería (2004-2005) - Ryan Seaman — batería (2005-2006) - Gabe Iraheta — guitarra rítmica, teclados (2004-2007) |

## Discografía

### Álbumes de estudio
- Lovers' Requiem (2006)
- Those We Leave Behind (2008)

### EP
- We Are Always Searching (2005)

### Álbumes en vivo
- LIVE in Orange County (2009)

## Videografía
- "Civil War and Isolation Thirst" (2005)
- "Our Friend Lazarus Sleeps" (2006)
- "Saddest Story Never Told" (2009)